# Illuminazione museale

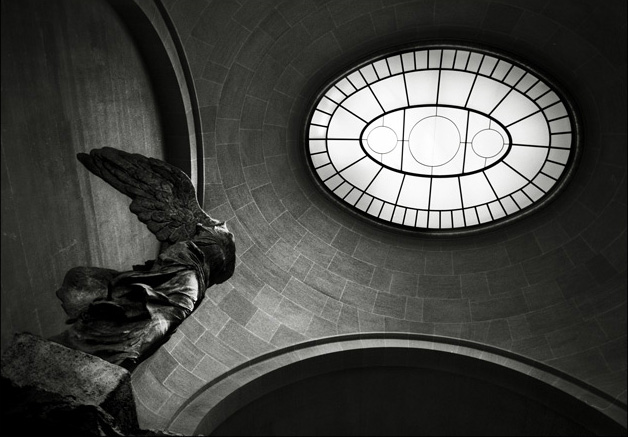
un lucernario illumina del Louvre

L'illuminazione museale con la luce solare fu approntata in uno dei primi grandi musei del mondo, il Louvre, nato nel 1678.
Quando un secolo dopo, nel 1755, partirono i lavori di ristrutturazione, venne attuato un intervento d'avanguardia: si decise di realizzare una serie di lucernari per illuminare gli ambienti interni e mostrare per la prima volta alla luce solare le collezioni d'arte, fino ad allora illuminate da torce.
La luce naturale è un fattore importantissimo nell'ambito del Museo Contemporaneo. Se da un lato la luce bianca ottimizza la fruizione delle opere d'arte, dall'altro una serie di studi ha messo in evidenza come la luce diretta sia in realtà dannosissima, portando al degrado, ad alterazioni e perfino alla scomparsa di alcuni colori. Per questo l'illuminazione è oggi introdotta sfruttando i fenomeni di riflessione e di rifrazione della luce.

## Alcuni esempi

### Museo Guggenheim a New York

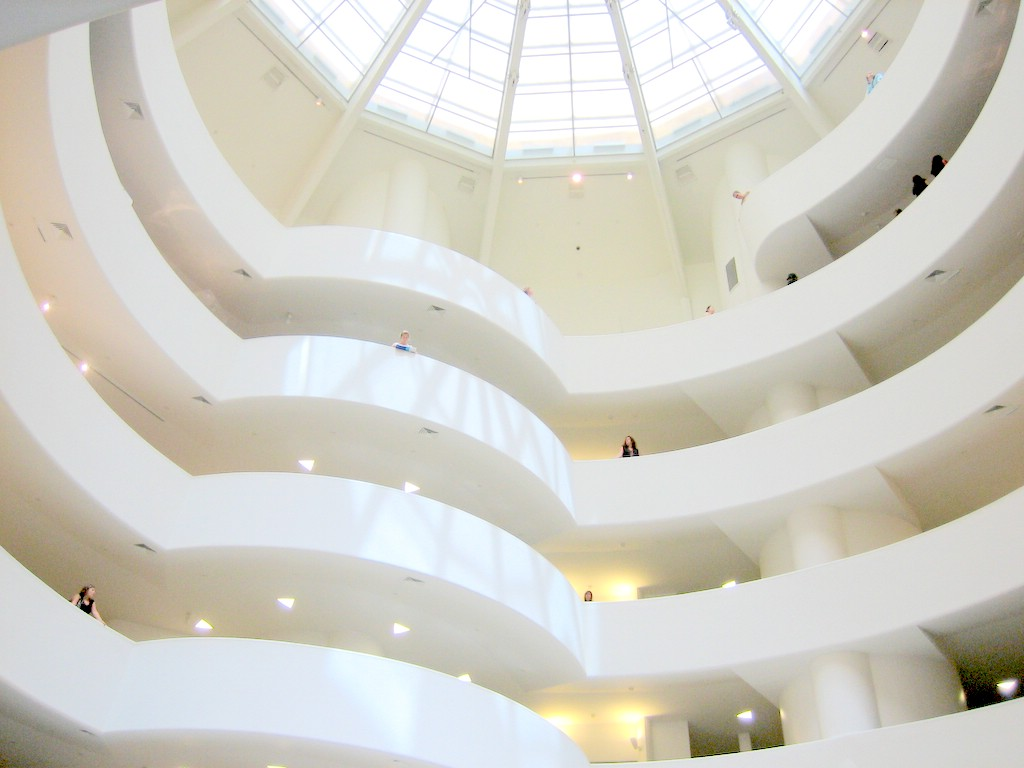

Il Museo Guggenheim è costruito intorno a una grande rampa elicoidale che fa sì che il percorso espositivo sia lineare e continuo, una passeggiata che si snoda davanti alle opere e che nega la classica divisione in sale. La luce proviene dall'alto, sia dalla grande cupola di vetro che sovrasta l'ampio spazio, sia dalle fessure che le spirali superiori della struttura creano sporgendo su quelle inferiori. Le opere sono quindi illuminate da una luce diffusa, riflessa dalle superfici curve e bianche, che conferisce un senso di naturalezza all'intero ambiente e che accentua la sinuosità delle forme. 

### Musée d'Orsay a Parigi

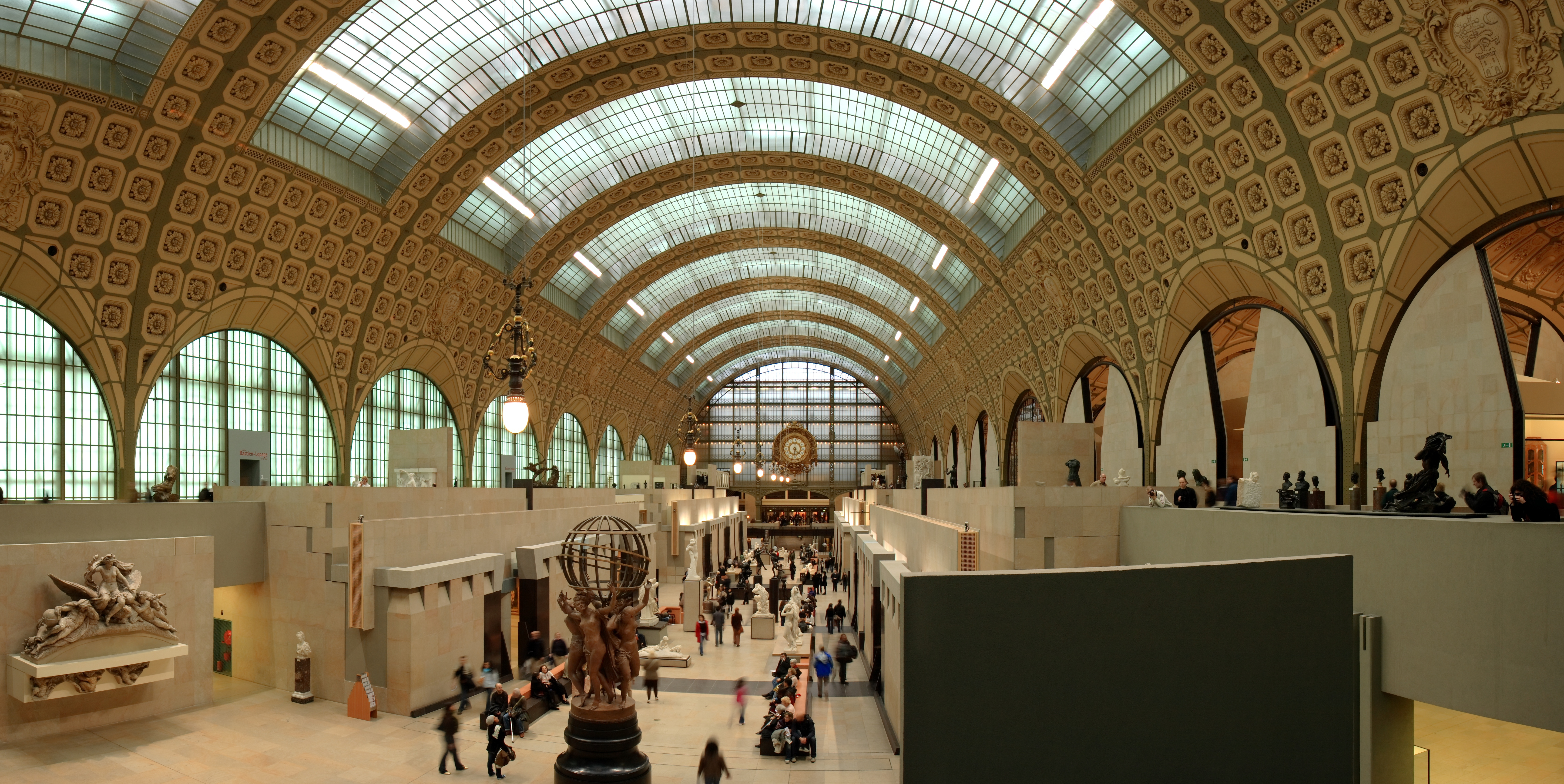

Lo studio della luce nel Musée d'Orsay è scrupolosissimo. L'illuminazione proviene dai lucernai ed una serie di setti verticali sospesi funge contemporaneamente da schermatura della luce diretta e da elemento riflettente. La luce quindi penetra nelle sale diffusamente ed è integrata da un sistema di illuminazione artificiale. Quest'ultimo, posto a notevole distanza dalle opere, è studiato per evitare il fastidioso effetto di luce puntiforme.

### Museo del Prado a Madrid
Lo scopo del Museo del Prado era di riunire in un'unica sede espositiva tutti i tesori d'arte della Corona, fra cui i dipinti del maggiore pittore spagnolo, Francisco Goya. L'enorme quantità di opere ammassate nei depositi ha richiesto però, dopo un secolo e mezzo, una attenta riorganizzazione della sede e soprattutto un notevole ampliamento. L'intervento di Rafael Moneo ha aumentato considerevolmente gli spazi, recuperando l'antico chiostro del convento adiacente e realizzando inoltre una vasta ala per esposizioni temporanee. La luce penetra attraverso ampi lucernai e pozzi vetrati al centro delle sale e illumina le opere diffusamente, ma mai in modo diretto. Un ampio ambiente è poi ricavato dal chiostro, chiudendolo con una copertura vetrata e convertendolo da spazio esterno a spazio interno.

### Skirball Cultural Center a Santa Monica Hills
Il Centro Culturale a Santa Monica Hills si compone di una serie di edifici autonomi (un auditorium, un teatro esterno, un centro di ricerca e sale espositive) organizzati attorno ad un unico percorso. Presenta un forte legame fra interno ed esterno, attraverso una moltitudine di cortili interni e giardini delimitati da vetrate. Gli unici spazi a non avere contatti diretti con l'esterno sono proprio le sale espositive, illuminate attraverso un sistema semplice, ma efficace, studiato in sezione e ripreso dalle chiese romanico-bizantine. Ogni sala è coperta da due falde, interrotte in prossimità del colmo per lasciare spazio ad una stretta volta leggermente rialzata. Una finestratura a nastro lascia entrare la luce e questa, riflettendosi prima sulla parete di fronte e poi sulla superficie curva della volta, viene diffusa verso il basso, sulle opere esposte. Anche i due lati maggiori delle sale sono vetrati, ma la luce diretta è schermata da un setto continuo.

### Florida Gulf Coast Art Center a Clearwater
Questo centro d'arte a Clearwater è stato progettato per ospitare sale espositive e spazi didattici ed è distribuito attorno a due elementi pubblici: l'ampio colonnato in acciaio e il ponte di collegamento con Heritage Village, un museo all'aperto. Il complesso – composto da auditorium, biblioteca, caffetteria, giardino delle sculture e gallerie – è in continuo dialogo con l'esterno e gli edifici si inseriscono nel verde come semplici blocchi geometrici. L'illuminazione delle sale avviene quasi esclusivamente dall'alto, attraverso degli imponenti camini larghi quanto l'edificio, che prendono la luce lateralmente, la riflettono sull'estesa superficie intonacata e la diffondono verso il basso, in modo del tutto indiretto. Lo stesso pavimento in cemento lisciato contribuisce attivamente a riflettere la luce. L'illuminazione è poi integrata da un sistema di faretti posti a notevole distanza dalle opere, in modo da mantenere l'effetto di luce diffusa ed evitare fastidiosi riflessi.

### Museum of Fine Arts a Houston
L'illuminazione del Museum of Fine Arts è totalmente affidata a lucernai, con forme e soluzioni diverse a seconda dell'ambiente, della quantità di luce richiesta e della necessità di filtraggio o meno. L'ingresso, con il doppio scalone, si configura come uno spazio ampio ed arioso inondato di luce attraverso una sequenza fitta e ripetuta di lucernai che, come nel Florida Gulf Coast Art Center, prendono luce lateralmente e la specchiano all'interno, riflettendola sulle pareti bianche. Le sale espositive hanno anch'esse una serie di lucernai allineati che portano la luce direttamente dal centro del soffitto, ma questi sono schermati da piccoli setti verticali che aumentano la superficie specchiante. I dipinti sono collocati ad una distanza considerevole dalla sorgente luminosa e una serie di punti luce artificiali li illumina singolarmente.

### Wallraf-Richartz Museum a Colonia
Il tema principale del Wallraf-Richartz Museum è proprio la luce, filtrata da un numero elevatissimo di shed studiati appositamente per la resa migliore.
La sezione è data dalla combinazione di un cerchio e di un quadrato: la luce penetra dalle vetrate inclinate, si riflette sulla superficie curva e piove all'”interno”, con una naturalezza estrema. L'illuminazione artificiale, ridotta all'essenziale, ha un ruolo del tutto marginale.

### Clore Gallery e ampliamento della Tate Gallery di Londra
James Stirling, Michael Wilford & Associates (1980-1987)
L'ampliamento della Tate Gallery è pensato appositamente per ospitare la collezione di dipinti e acquerelli di John Turner.
L'edificio si caratterizza per autonomia funzionale e compositiva, pur ricalcando l'impianto tradizionale del museo del XIX secolo. Sia all'esterno sia all'interno c'è la volontà di dare importanza al colore, con uno studio attento e variegato delle superfici murarie (trattate con diverse texture e colori chiari) e con inserti in acciaio e infissi rifiniti con smalti dalle tinte accese. Il sistema di illuminazione è altamente sofisticato, misto - basato sulla mescolanza della luce naturale e di quella artificiale - e corredato di sensori e sistemi computerizzati per mantenere costante l'intensità luminosa interna al variare di quella esterna. La visibilità dei quadri rimane quindi la medesima nell'arco della giornata, ma all'osservatore non è negata la possibilità di percepire la luce all'esterno, cogliendo quindi il passare delle ore e le diverse fasi della giornata.

### Museo dell'Ara Pacis a Roma

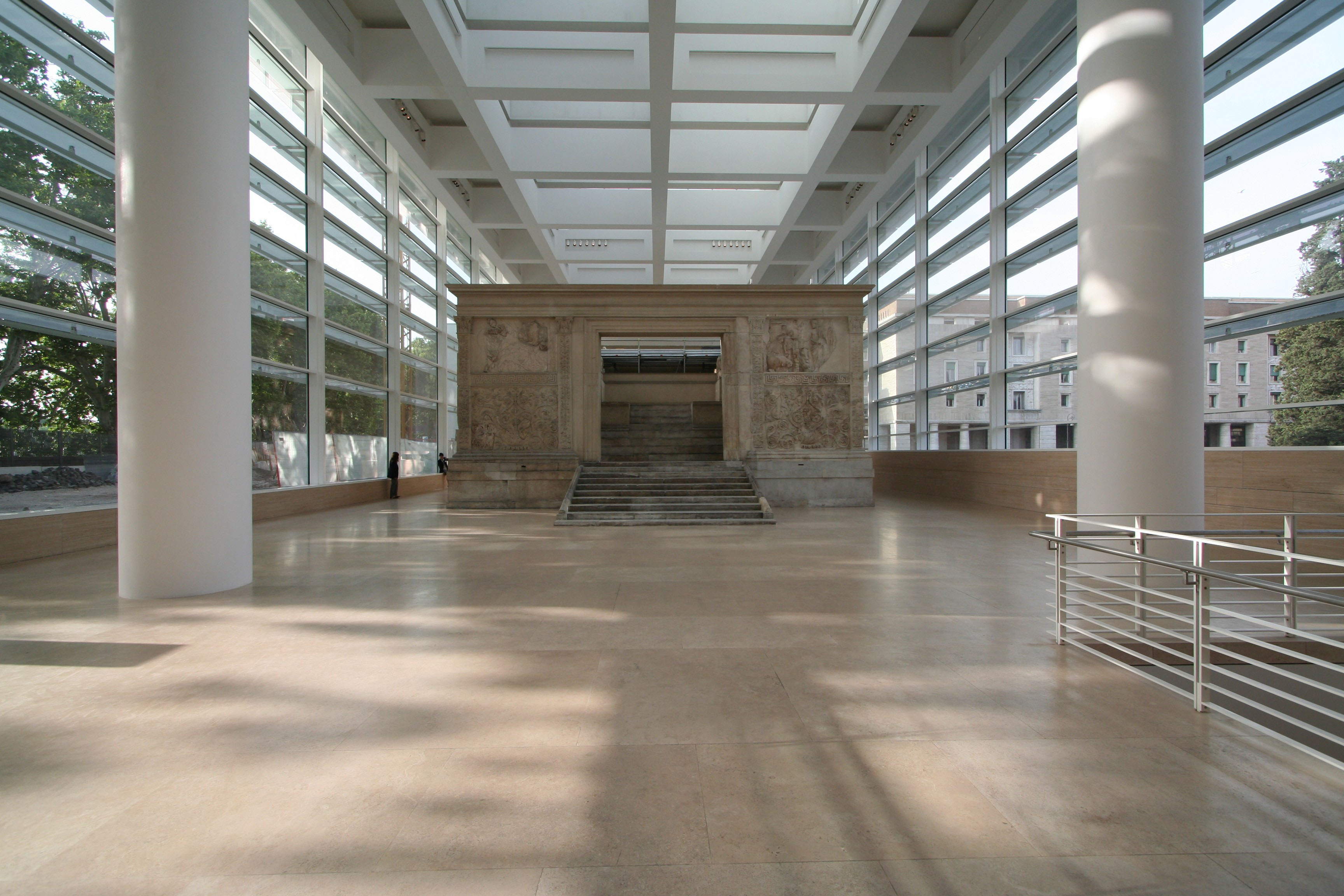

Il nuovo Museo dell'Ara Pacis progettato da Richard Meier ha un impianto molto più arioso del precedente. Si accede da un ambiente in penombra da cui non si ha una vista sull'ara, per entrare poi nell'ampia sala vetrata in cui il monumento si trova inondato di luce naturale. Una terza sala ospita i frammenti non ricollocati nella ricostruzione e alcuni rilievi dell'Ara Pietatis. Il guscio vetrato è stato studiato attentamente per evitare l'"effetto gabbia" di un reticolo strutturale troppo fitto e per filtrare la luce, pur mantenendo la sua naturalezza. Si tratta di un involucro di 1500 m² di vetro temperato, in due strati spessi 12 mm con un'intercapedine di gas argon e con uno strato di ioni di metallo nobile per il filtraggio della luce, composto da lastre grandi fino a tre metri per cinque. Questo sistema, oltre al filtraggio della radiazione solare, risponde anche ai requisiti di trasparenza, fonoassorbenza e isolamento termico.